# قبیله شاکیا

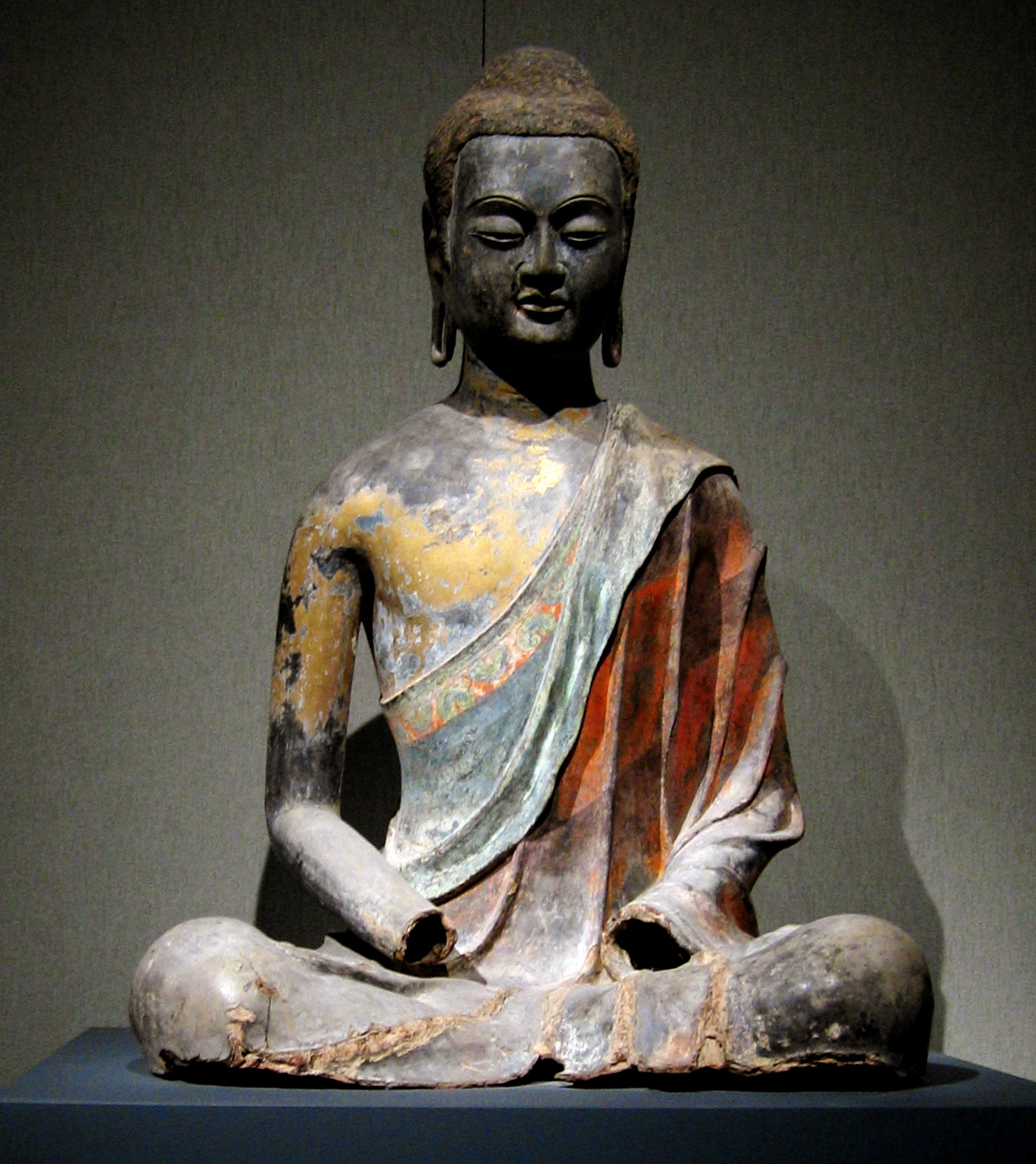

شاکیا (به سانسکریت: Śākya) یا شاکا (به پالی: Sākya) (به دیواناگری: शाक्य) قبیله‌ایست باستانی از اقوام سکایی که در هزاره اول (پیش از میلاد) در شبه قاره هند می‌زیسته‌اند.
مشهورترین فرد از این قبیله شاهزاده «سیذارتا گوتاما بودا» (Siddhartha Shakya) یا همان گوتاما بودا ملقب به ساکیامونی یا رئیس و سرور قبیله شاکیا در شبه قاره هند است.
جفری کوتیک می‌نویسد: گرچه شاکیاها ایرانی یا اشکانی محسوب نمی‌شوند، اما در ادبیات بودایی به ازدواج خواهر و برادر معروف بودند. پژوهشگر بودایی جایاروا آتوود ،  (۲۰۱۲) ذکر می‌کند که در «آمباتوها سوتا، پادشاه برادران بزرگ‌تر خود را از پادشاهی خود بیرون می‌کند و آنها خانه خود را در دامنه‌های هیمالیا می‌سازند. اما آنها نمی‌توانند هیچ‌کس مناسبی برای ازدواج پیدا کنند، بنابراین خواهران خود را به همسری می‌گیرند و این روابط محارم باعث پیدایش شاکیاها می‌شود» و این ازدواج خواهر و برادری است که مایکل ویتزل آن را یک ویژگی ایرانی می‌داند.
محققان فرضیه سکاها را به دلیل فقدان شواهد مورد انتقاد قرار می دهند و برایان لومن معتقد است که شاکیاها بومی شمال شرقی دشت گنگ بوده و با ساکاهای ایرانی ارتباطی ندارند. 